# 니시자키 요시노부
니시자키 요시노부(일본어: 西崎 義展, 1934년 12월 18일 ~ 2010년 11월 7일)는 애니메이션 감독이다. 본명은 니시자키 히로후미
애니메이션 작품 우주전함 야마토의 원작자로 바다의 트리톤, 완사군, 우주공모 블루 노어 등 여러 작품을 기획, 제작했다.
2010년 11월 7일 자신이 사서 개조한 배인 YAMATO를 타고 잠수중 사고로 사망했다.
1997년엔 마약 소지 혐위로 체포되어 실형을 선고 받았다. 총기류 밀반위 혐의로도 걸렸다.
정치인인 이시하라 신타로와도 친하였으나 사건 이후에 이시하라 신타로가 절교를 하였다.

## 인용
1. ↑  西崎さん海中転落死　「ヤマト」プロデューサー[깨진 링크(과거 내용 찾기)]（주고쿠 신문, 2010년 11월 7일)